# RSA
RSA er et asymmetrisk krypteringssystem, og kan anvendes til kryptering eller digital signatur.
Systemet blev opfundet af tre unge matematikere, Ron Rivest, Adi Shamir og Len Adleman i 1977. Det blev opkaldt efter de tre opfinderes efternavne: RSA.
Senere stiftede de firmaet RSA Data Security. RSA-kryptering mødte meget modstand hos NSA, der ikke kunne lide tanke om, at hvem som helst kunne kryptere hvad som helst. Selvom NSA prøvede at hæmme væksten for RSA-kryptering, er RSA-kryptering endt med at blive spredt vidt omkring, hjulpet af Phil Zimmermans krypteringsprogram PGP, som sørgede for en brugervenlig adgang til kryptosystemet. Dette er også en af grundene til, NSA er blevet set som "de onde" op gennem tiden efter 1970'erne.
Systemet virker ved at vælge to (store) primtal p og q, hvorfra man beregner n = pq samt d og e, hvor de mod (p-1)(q-1) = 1, og e og (p-1)(q-1) ikke har fælles primtalsfaktorer. (n,e) er den offentlige nøgle, (n,d) er den private/hemmelige nøgle. Kryptering af tallet m foregår herefter ved at beregne c = me mod n. Dekryptering udføres ved at beregne m = cd mod n.

## Sikkerhed
Sikkerheden i systemet hviler på antagelsen om at primtalsfaktorisering er et "svært" problem, dvs. at der ikke findes algoritmer der kan udføre opgaven i polynomiel tid. RSA kan dog brydes i polynomiel tid på en kvantecomputer med Shors algoritme[kilde mangler].